# Grosne
Grosne è un comune francese di 321 abitanti situato nel dipartimento del Territorio di Belfort nella regione della Borgogna-Franca Contea.

## Storia

### Símboli
La spada ricorda che Grosne nel 1665 aveva un proprio tribunale; la chiave rappresenta il potere esercitato su cinque territori: Grosne, Boron, Recouvrance, Vellescot e Nermanible.

## Società

### Evoluzione demografica
Abitanti censiti